# 김종서 (1383년)
김종서(金宗瑞, 1383년~1453년 11월 10일)는 조선 초기의 문관 출신 장군이다. 본관은 순천(順天)이며, 도총제(都摠制)를 지낸 김수(金陲)의 둘째 아들이다.
단종의 충절적(忠節的)인 절신(節臣) 중 한명이다.

## 개요
고려 시대 말기의 양광도 공주목에서 출생한 그는, 1405년(태종 5년) 식년문과에 동진사를 13위로 급제하여, 사간원우정언(司諫院右正言), 지평(持平)·집의(執義)·우부대언(右副代言) 등을 지냈다. 1433년 6진을 설치하여 두만강을 경계로 조선의 국경선을 확장하였다. 1435년 함길도 병마도절제사(咸吉道兵馬都節制使)를 겸직하면서 확장된 영토에 조선인을 정착시켰고, 이후 1440년까지 북방의 경계와 수비를 7년 동안 맡았다.
1453년 수양대군에 의하여 두 아들과 함께 집에서 암살(살해)되어 계유정난의 첫 희생자가 되었다. 그의 묘는 세종특별자치시 장군면(舊 충청남도 공주시 장기면)에 있다.

## 생애

### 생애 초반
김종서는 1383년(고려 우왕 9년) 양광도 공주에서 아버지 김추(金錘)와 어머니 성주 배씨 부인 사이에서 3남 중 둘째(차남)로 태어났다.
아버지 김추(金錘)는, 1396년(조선 태조 4)에 김수(金陲)로 이름을 개명했다. 그리고, 어머니 성주 배씨 부인은, 지난날에 고려 공민왕 시대 중후엽이었던 1367년(공민왕 16)부터 1372년(공민왕 21)까지 대사간(大司諫)을 지낸, 관료 출신의 외조부 배규(裵規)의 딸이다.
형은 이조판서를 지낸 김종한(金宗漢, 1379년~1446년)이고, 동생은 양광도의 양주부사를 역임한 김종흥(金宗興, 1394년~1449년)이다.

### 공적과 관력
1405년(태종 5) 문과에 급제하여 1415년 상서원직장(尙書院直長)을 지냈고, 1418년(세종 즉위년) 11월 감찰로서 강원도의 답험손실(踏驗損實)로 원성이 크자 조정에서는 그에게 다시 조사하게 하였다. 1419년 3월 행대감찰(行臺監察)로서 충청도에 파견되어 진휼상황을 조사하였고, 같은 해 10월에 사간원우정언이 되었다. 1420년 윤정월에 광주판관(廣州判官)이 되었고, 봉상판관(奉常判官)으로 있으면서 의주·삭주도(義州朔州道)의 진제경차관(賑濟敬差官)으로 파견되었으며, 1426년 4월에는 이조정랑으로서 전라도에 파견되어 침입한 왜인의 포획상황을 조사, 보고하였다. 1427년에는 민정을 살피기 위하여 황해도경차관으로 파견되기도 했다. 특히, 세종의 신임이 두터워 우부대언, 좌부대언, 우대언을 거쳐 1433년 좌대언인 그에게 이부지선(吏部之選)을 관장하도록 특명하기도 하였다.
같은해 12월 함길도절제사가 된 뒤 7, 8년간 북변에서 육진(六鎭)을 개척하여 두만강을 국경선으로 확정하는 데 큰 공로를 세웠다. 이후 형조판서가 되었고, 예조판서를 거쳐 의금부제조가 되었다. 또한 승문원제조도 겸했다. 1445년에는 충청·전라·경상 3도의 도순찰사로 파견되어 삼남지방의 목마장으로 적합한 곳과 방마(放馬)가 가능한 곳의 수효를 조사하여 보고하였다. 1446년 의정부 우찬성으로 임명되고 판예조사(判禮曹事)를 겸하였으며, 이듬해 충청도에 파견되어 태안 등지의 책보(柵堡)를 심정하였다. 1449년 8월 달달(達達, Tatar) 야선(也先)이 침입하여 요동지방이 소란해짐에 따라 그에 대처하기 위하여 평안도체찰사로 파견되었다가 이듬해에 소환되었다.
1451년(문종 1) 좌찬성에 제수되고, 같은 해 10월 우의정 가 되었다. 단종 즉위 후, 전임인 남지(南智)의 사임으로 1453년(단종 1년) 좌의정으로 승차하였다.

### 면모
육진개척의 수장이자 강직하고 위엄을 갖춘 관료, 《고려사》·《고려사절요》의 편찬책임자로서의 그의 면모를 볼 수 있다. 아버지가 무관직에 있었고 육진개척에서 이룩한 공로로 인해 그를 흔히 무장으로 알기 쉬우나, 강직·엄정하고 밝은 문인·학자였으며, 유능한 관료이기도 하였다. 강직·엄정한 면모는 사헌부·사간원에서의 이력을 통해 쉽게 짐작할 수 있으며, 육진개척 당시 시련도 잦았다. 부관이었던 판회령도호부사(判會寧導護府使) 박호문(朴好問)의 모함을 받아 신임을 잃을 뻔 했으나, 무고가 밝혀지자 곧 세종(世宗)에 의해 역으로 곤장을 맞고 끝이 난다. 육진개척의 일을 마친 뒤 형조판서를 거쳐 예조판서에 임명되고 1446년에 우찬성으로서 판예조사를 겸한 일 등은 그가 고제(古制)와 의례에 조예가 깊었기 때문이었다.

### 실록편찬과 수난
세종은 권제(權踶)·안지(安止) 등의 《고려사》 개수작업이 미비한 것을 보고 1449년 김종서·정인지(鄭麟趾) 등에게 고쳐 쓰기를 명하였다. 그 작업은 2년 뒤에 완성되었는데, 이때 집필과 교열을 맡은 이들은 김종서 외에는 모두 집현전의 관료출신들이었다. 집현전출신이 아니면서도 당시 최고수준의 학자·관료였던 집현전학사와 그 출신들을 지휘하여 《고려사》 편찬의 책임을 맡을 수 있었다는 것은 그의 학자적 능력을 보여주는 면이라 할 수 있다.
1451년 새로 편찬된 《고려사》를 왕에게 올리는 자리에서 편년체의 《고려사》 편찬을 건의하자, 왕은 즉시 그 편찬의 착수를 명하여 이듬해에 《고려사절요》가 이루어졌다. 같은해 《세종실록》의 편찬 때에는 책임관으로 임명되었으며, “세종실록에는 따로 지(志)를 만들어야 마땅하다”고 한 정인지의 의견을 지지하여 《세종실록》에 오례·악보·지리지·칠정산내외편(七政算內外篇) 등의 전문적인 자료가 정리되어 실리게 하는 데 영향을 주었다. 단종이 즉위한 뒤 의정부서사제(議政府署事制)아래서의 의정부대신들의 권한은 왕권을 압도할 정도였다.
특히 학문과 지략에 무인적 기상을 갖춘 위세는 당시 ‘대호(大虎)’라는 별명을 듣기에 족하였다. 수양대군이 야망을 실현하는 데 가장 문제되는 인물로 밖에 될 수 없는 가장 큰 이유는 어린 국왕을 보필한다는 명분으로 조선의 모든 병권을 장악하여 지목되었고, 결국 계유정난 때에 첫 번째로 제거되었다. 그 뒤 1678년(숙종 4)에 그 후손들이 채용되었고, 1746년(영조 22)에 복관되었다. 시호는 충익(忠翼)이다.

## 충익공 부조전 전교
충익공 부조전을 하사한 전교(傳敎)이다.
| “ | 병오(1786,정조10년)년 12월22일에 좌의정이 임금께 아뢰었다. "금년 가을에 한 선비가 백악산 기슭에서 한쪽 기퉁이가 노충된 옥함을 발견하고 열어보니 단종조에 상신 김종서의 신주이었다 하오이다". 정조 임금께서 영의정 김치인과 좌의정 이복원에게 "충익공 절재에게는 후손이 있다고 하니 특별히 부조전을 명하는 것이 사리에 합당할 듯한대 의향이 어떠한가?"하니 좌의정 이복원이 "옛 상신이 육진을 개척한 공이 매우 크고 충절이 탁월하니 부조를 특허하는 것이 표창하는 도리에 합당할 듯 하옵나이다". 하니 임금이 윤허하였다. | ” |
|   | — 정조 10년 (1786년) 12월 22일, 정조실록 |   |

## 6진 개척

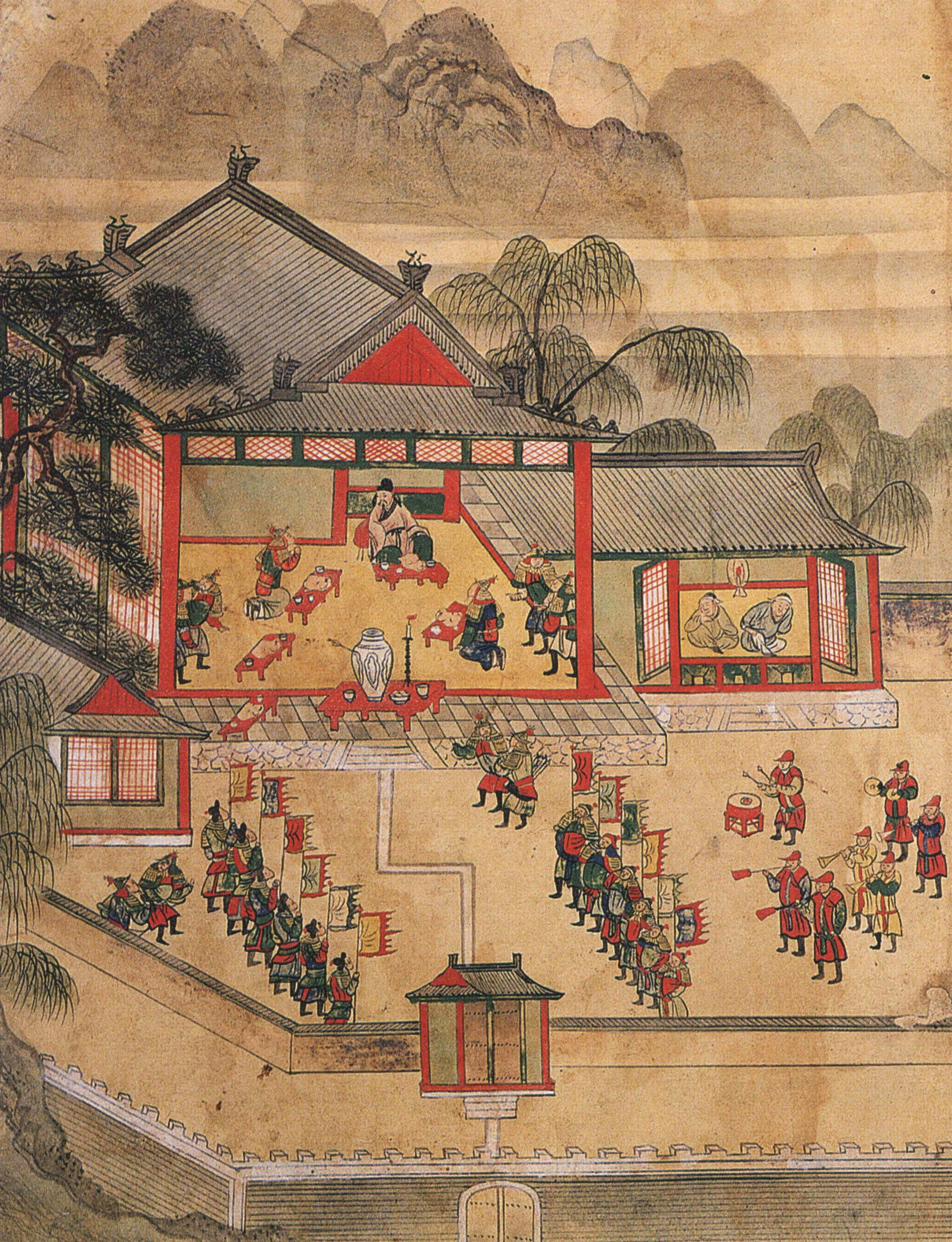
야연사준도(夜宴射樽圖)

남부 만주지방에는 만주족들이 자리잡고 있었는데, 이들은 두만강과 압록강을 넘어 조선의 국경을 자주 침범하였다. 이 이민족을 '야인'(野人)이라고 불렀는데, 후에는 여진족으로 알려졌다. 고려 때부터 교역을 통하여 회유하기도 하고 무력으로 정벌하기도 하였지만 여진족과의 마찰은 계속 이어졌다. 조선 초에는 영변 이북지방으로 조선의 지배가 미치지 못하고 있었는데, 세종 이후로 조선이 안정되면서 국토가 침탈될 상황에 이른 북방에 주목하게 되었다.
당시 조선의 북방 진지는 정도전이 공주에 설치한 경원부였는데, 계속되는 여진족의 침입으로 방어하기가 어려워졌다. 그는 당시 백성들의 흉년으로 인해 국내문제 해결에 급급하는 조정을 반박하며 세종에게 올린 상소문에 다음과 같은 내용을 남겼다.
| “ | 백성이 굶주리고 나라재정이 바닥났다고 하여 오랑캐가 쳐들어 오지 않는다는 말입니까? 여진족이 뭉쳐서 군사가 일만이 되면 망한다고 경고한 사람이 있는데도 요나라는 여진족에 대한 아무런 방비를 하지 않다가 패망했습니다. | ” |
|   | — 김종서, 세종 29년 (1447년) 7월 27일, 세종실록 |   |

결국 세종 15년(1433년) 평안도 지역에 계속되는 여진족의 침탈에 최윤덕을 평안도 절제사로 임명하여 동년 4월에 평안도와 황해도의 군사 15,000명을 동원하여 압록강의 지류인 파저강 유역의 이만주세력을 정벌시키면서 압록강 유역을 평정시켰다.
이후 동년 10월 두만강 유역의 여진족 사이에 내분이 발생하여, 알목하의 추장인 동맹가첩목아 부자가 죽는 등 내부적인 여진족의 분열이 있었는데 이에 세종은 김종서를 함길도 관찰사로 임명하여 국토 회복 작업을 지시하였다. 김종서는 함길도 관찰사로 부임한 뒤 흩어진 민심을 추스르고, 함길도 남부 지방의 농가 2,200호를 경원부와 같은 북방 진지인 영북진으로 이주시켰다. 김종서는 먼저 회령을 공격하여 회령진을 설치하고 경원부도 더 북쪽인 경원으로 이동시키고, 경원부가 있던 지역에는 공성현을 설치하였다. 또한 종성과 온성에도 진을 설치 하여 동북면의 국경을 확정하였다.

## 문학 작품
김종서가 무장으로 유명하나, 원래는 문과에 급제한 문인이다. 그는 안평대군의 시회에 참석하여 '몽유도원도시축'에 오언고시를 남겼다. 문신으로써 《고려사》와 《고려사절요》 등의 간행에 힘쓰기도 하였다.
| “ | 장백산(長白山)에 기를 꽂고 두만강에 말을 씻겨 셕은 져 션비야, 우리 아니 사나희냐. 엇더타, 능연각(凌練閣) 상(上) 뉘 얼골을 그릴고 삭풍(朔風)은 나모 끝에 불고 명월(明月)은 눈 속에 찬듸 만리변성(萬里邊城)에 일장검 집고 셔셔 긴 바람 큰 한 소리에 거칠 거시 업세라 | ” |

## 은진 송씨가문과의 관계
동춘당 송준길의 7대조이며 우암 송시열의 8대조인 송계사(宋繼祀)는 세종 때 판관을 지냈으며 김종서의 동생인 양주부사 김종흥(金宗興)의 딸과 혼인했다. 순천 김씨와의 사이에 두 아들 송요년(宋遙年)과 송순년(宋順年)을 두었으며, 이 두형제 사이에서 송준길과 송시열이 갈라진다. 요년의 6대손이 송준길이다. 그리고 순년의 7대손이 송시열이다.

## 가계
- 고조부: 김통해(金通海)
- 증조부: 김욱(金煜)
- 조부: 김태영(金台泳)
  - 부친: 김수(金陲)
  - 모친: 성주 배씨(星州裵氏)(?~1435) 대사헌 배규(裵規)의 딸
- 형님: 김종한(金宗漢, 1379~1446)
- 동생: 김종흥(金宗興, 1394~1449)
- 부인: 파평 윤씨(坡平尹氏) 윤원부(尹元富)의 딸
  - 장남: 김승규(金承珪, 1416~1453)
    - 손녀 : 순천 김씨
    - 손녀사위 : 심치(沈淄) 심온(沈溫)의 손자

  - 차남: 김승벽(金承璧, 1417~1453)
  - 삼남: 김승유(金承琉, 1420~1495)
  - 사위: 직장 김자정(金自埥)
- 측실: 이름 미상
  - 서자: 김목대(金目臺)
  - 서자: 김석대(金石臺)
- 측실: 여진족 출신의 첩

## 김종서를 다룬 작품

### 드라마
- 《수양대군》 (1967년 KBS 배우:최불암)
- 《파천무》 (KBS, 1980년 배우:신구)
- 《설중매》 (MBC, 1984년~1985년 배우:전운)
- 《파천무》 (KBS, 1990년 배우:이순재)
- 《한명회》 (KBS, 1994년 배우:임동진)
- 《왕과 비》 (KBS, 1998년~2000년 배우:조경환)
- 《사육신》 (KBS, 2007년 배우:김수일)
- 《대왕 세종》 (KBS, 2008년, 배우:이병욱)
- 《공주의 남자》 (KBS, 2011년~2011년 배우:이순재)
- 《뿌리깊은 나무》 (SBS, 2011년 배우:최일화)
- 《인수대비》 (JTBC, 2011년~2012년 배우:한인수)
- 《대군-사랑을 그리다》 (TV조선, 2018년 배우:윤승원)

### 영화
- 《세종대왕》 (1978년 배우:이순재)
- 《칠삭동이의 설중매》 (1988년 배우:한지일)
- 《관상》 (2013년 배우:백윤식)

## 기타
그의 생가터인 김종서 유허지(金宗瑞遺墟地)는 충청남도 공주시 의당면 월곡리 138-2번지에 위치하고 있으며, 충청남도 문화재자료 제394호로 지정되어 공주시에서 관리하고 있다. 한편, 공주시 의당면 일부와 장기면 일부 지역으로 구성된 세종특별자치시 장군면의 '장군(將軍)'은 김종서를 가리키는 것이며, 의당면에 그의 생가터가 있고, 장군면에 그의 묘가 있는 데서 유래한다.

## 관련 문화재
- 김종서 장군 묘 (세종특별자치시 기념물 제2호)

## 같이 보기
- 황희
- 맹사성
- 최윤덕
- 황보인
- 정분
- 남지
- 민신
- 이징옥
- 세조
- 한명회
- 4군 6진
- 세종
- 단종
- 계유정난